# 가맥집
가맥은 가게맥주의 줄임말로 1980년대 전주에서 태동하고 성장한 한국 최초이자 전라북도의 독특한 술 문화이다. 낮에는 슈퍼, 밤에는 맥주를 파는 가맥집은 전주의 명소이기도 하다. 동네 슈퍼(가게)에서 저렴한 맥주와 값싼 안주를 즐길 수 있어 남녀노소 모두에게 인기이다. 황태, 갑오징어, 달걀말이, 참치전, 통닭, 닭발, 과자 등 저렴하고 다양한 안주거리 제공 및 집집마다 비법을 가진 마약 간장소스가 전주 가맥집들의 매력이다. 이런 전주가맥의 전통을 지키고 문화를 알리고자 2015년 가맥축제조직위원회가 조직되었고, 제1회 가맥축제가 개최되었다. 가맥축제는 전주에서 매년 8월에 열린다.
가맥의 정확한 어원은, 슈퍼에서 파는 맥주가 업소용이 아니라 가정용이기 때문에 가정용 맥주를 줄여서 가맥이라 불렀으며, 가맥을 가지고 영업을 한다고 해서 쉽게 가맥집으로 불렀다가 현지 사람들의 이야기이다. 일반음식점이 아닌곳에서 안주류를 제공했기 때문에 2000년대들어 식품위생 안전과 결부되어 여러 법적 제제, 검토가 필요하다는 의견도 있었다. 현재 가맥집들이 일반음식점인지의 여부는 불분명하다. 

## 참고 문헌
- 전주가맥축제조직위원회, 지역경제활성화를 위한 전주가맥축제 비전 성립 세미나 자료집, 2015.
- 전라북도경제통상진흥원, 전주가맥축제 그 성과와 과제, 전라북도 중소기업 이슈&포커스 제2호, 2016.11.